# Comtat de Dammartin
El comtat de Dammartin fou una jurisdicció feudal de França a la Picardia. El nom de Dammartin-en-Goële es pensa que derivava de Domnus Martinus, nom llatí de sant Martí de Tours, que va evangelitzar la regió de la Goële al segle iv i és avui una petita població del districte de Meaux al departament de Seine-et-Marne. No obstant la seva poca importància actual, el 1031 era una de les poblacions més considerables de França i controlava les rutes a París, Soissons i Laon.
El primer comte hauria estat el marit d'una tal Constança, senyora d'identificació incerta possible descendent per onomàstica de Carles Constantí de Vienne, que portava aquest nom per la seva mare, d'ascendència romana d'Orient; els únics descendents coneguts de Carles Constantí són els comtes de Provença i les famílies d'aquestos entre els quals Constança d'Arle esposa del rei Robert II de França el Pietós. Constança seria un descendent d'aquest matrimoni, segurament filla (per cronologia). Robert i Constança van estar presents a una donació feta per Manassès, suposat marit de Constança. No obstant el cronista Raül Glabert no esmenta més que dues filles del matrimoni reial (Alix i Adela); l'altra possibilitat seria que Constança fos descendent d'un dels dos fills de Carles Constantí, Ricard i Hugobert, dels quals es desconeixen més successors.

## Casa de Dammartin-Montdidier
- ????-1037 : Manassès el Calb († 1037), fill d'Hilduí II de Montdidier, senyor de Ramerupt, casat amb Constança.
- 1037-1060 : Eudes († 1060), fill
- 1060-1100 : Hug I († 1100), germà, casat amb Roharda de Butlles
- 1100-1105 : Pere († 1105), fill
- 1105: Aelis

## Casa de Mello
- 1105-1112 : Aubri I o Alberic I de Mello (vers 1080 † 1112), casat amb Aelis de Dammartin
- 1112-1183 : Aubri II o Alberic II († 1183), fill, casat amb Clemència
- 1183-1200 : Aubri III o Alberic III (vers 1135 † 1200) fill, casat vers 1164 a Matilde de Clermont-en-Beauvaisis, filla de Renaud II, comte de Clermont i d'Ermengarde de Clermont.
- 1200-1214 : Renald I, (vers 1165 † 1227), fill, també comte de Boulogne per matrimoni (1190) i comte d'Aumâle (1204) per cessio reial, casat amb Maria de Châtillon i amb Ida de Lorena († 1216), comtessa de Boulogne

- 1214-1259 : Matilde de Dammartin (1202 † 1259), comtessa de Boulogne, d'Aumale i de Dammartin, filla, casada el 1218 à Felip Hurepel de França (1200 † 1234), comte de Clermont-en-Beauvaisis, i el 1235 a Alfons III de Portugal (1210 † 1279). Diversos hereus es van disputar la successió sent declarat hereu Mateu de Trie, net per la seva mare d'Aubri III.

## Casa de Trie
- 1262-1272 : Mateu de Trie († 1272), fill de Joan I senyor de Trie i de Mouchy, i d'Aélis de Dammartin (filla d'Aubri III).
- 1272-1302 : Joan II de Trie, fill, mort a la batalla de Kortrijk l'11 de juliol del 1302, casat amb Ermengarda i en segones noces amb Iolanda de Dreux (vers 1243 † 1313), filla de Joan I de Dreux, comte de Dreux, i de Maria de Borbó-Dampierre
- 1302-1316 : Renald de Trie († 1316), fill, casat amb Felipa de Beaumont-en-Gâtinais.
- 1316-1336 : Joan III de Trie († 1336), fill, casat amb Joana de Sancerre.
- 1336-vers 1385 : Jaumeta de Trie, filla, casada amb Joan de Châtillon, comte de Porcien

## Casa de Châtillon
- vers 1385-???? : Margarita de Châtillon, filla, casada amb Guillem de Fayel, vescomte de Breteuil.

## Casa de Fayel
- ????-1420 : Joan de Fayel († 1420), vescomte de Breteuil, comte de Dammartin, fill.
- 1420-142? : Maria de Fayel, casada amb Renald de Nanteuil

Vers 1425 fou confiscat pels anglesos i cedit a un borgonyó, senyor de Vergy.

## Casa de Vergy
- ??? (vers 1430) Antoni de Vergy († 1439), fill de Joan III de Vergy i de Joana de Chalon (Joan III de Vergy era fill de Joan II de Vergy, fill al seu torn d'Enric de Vergy o de Mafalda de Trie, filla de Joan II de Trie). Expulsats els anglesos el rei Carles VII de França va restituir el comtat als seus propietaris legítims.

## Casa de Nanteuil
- vers 1430: Renald de Nanteuil i Marie de Fayel
- ???-1439: Margarita de Nanteuil, filla, casada el 1439 a Antoni de Chabannes

## Casa de Chabannes
- 1439-1488 : Antoni de Chabannes (1402 † 1488)
- 1488-1503 : Joan de Chabannes, fill, casat amb Susana de Borbó, filla de Lluís de Borbó, comte de Rosselló i de Joana de Valois.
- 1503-1527 : Antoineta de Chabannes († 1527), filla, casada amb Renat d'Anjou (1483 † 1521), baró de Mézières, fill de Lluís d'Anjou (fill illégítim de Carles d'Anjou, comte del Maine, i de Lluïsa de la Trémoille

## Casa d'Anjou-Mézières
- 1527-1547 : Francesca d'Anjou, filla, casada Felip I de Boulainvilliers († 1536), comte de Fauquemberghe

## Casa de Boulainvilliers
- 1547-1554 : Felip II de Boulainvilliers, fill; sa mara li va cedir el comtat el 1547, però el va vendre al baró Anne de Montmorency el 1554.

## Casa de Montmorency
- 1554-1567 : Anne de Montmorency (1492 † 1567), baró després duc de Montmorency casat el 1529 amb Madalena de Savoia.
- 1567-1614 : Enric I de Montmorency (1534 † 1614), fill, duc de Montmorency, etc. casat el 1558 a Antonieta de La Mark (1542 † 1591) i el 1593 a Lluïsa de Budos (1575 † 1598)
- 1614-1632 : Enric II de Montmorency (1595 † executat 1632), fill, duc de Montmorency, etc. El rei va confiscar els seus béns i va donar el comtat de Dammartin (ja poc important i amb el castell desmantellat) al príncep de Condé.

## Casa de Borbó-Condé
- 1632-1646 : Enric II de Borbó-Condé\Enric II de Borbó, príncep de Condé (1558 † 1646), casat amb Carlota de Montmorency (1594 † 1650), germana d'Enric II de Montmorency
- Va estar a la casa de Condé fins a la seva supressió a la revolució després del 1789.